# Flo V. Schwarz
Flo V. Schwarz est un chanteur, guitariste et producteur allemand.

## Biographie
Flo V. Schwarz est le chanteur et guitariste du groupe Pyogenesis. Manager du groupe, il lui permet de jouer en première partie de Bad Religion, Bloodhound Gang, Bombshell Rocks, Die Toten Hosen, Donots, The Dwarves, Fall Out Boy, Ignite, NOFX, Social Distortion, Sondaschule ou Therapy?.
Propriétaire de la maison de disques Hamburg Records, il est producteur de groupes comme 4Lyn, Bombshell Rocks, The Bottrops, The Creetins, Days in Grief, Donots, The Exploited, Emil Bulls, Itchy Poopzkid, Mofa, Montreal, Samiam, Sondaschule, StaatsPunkrott, The Sorrow ou ZSK.
Il travaille aussi notamment avec le label Nuclear Blast.